# Airman Battle Uniform

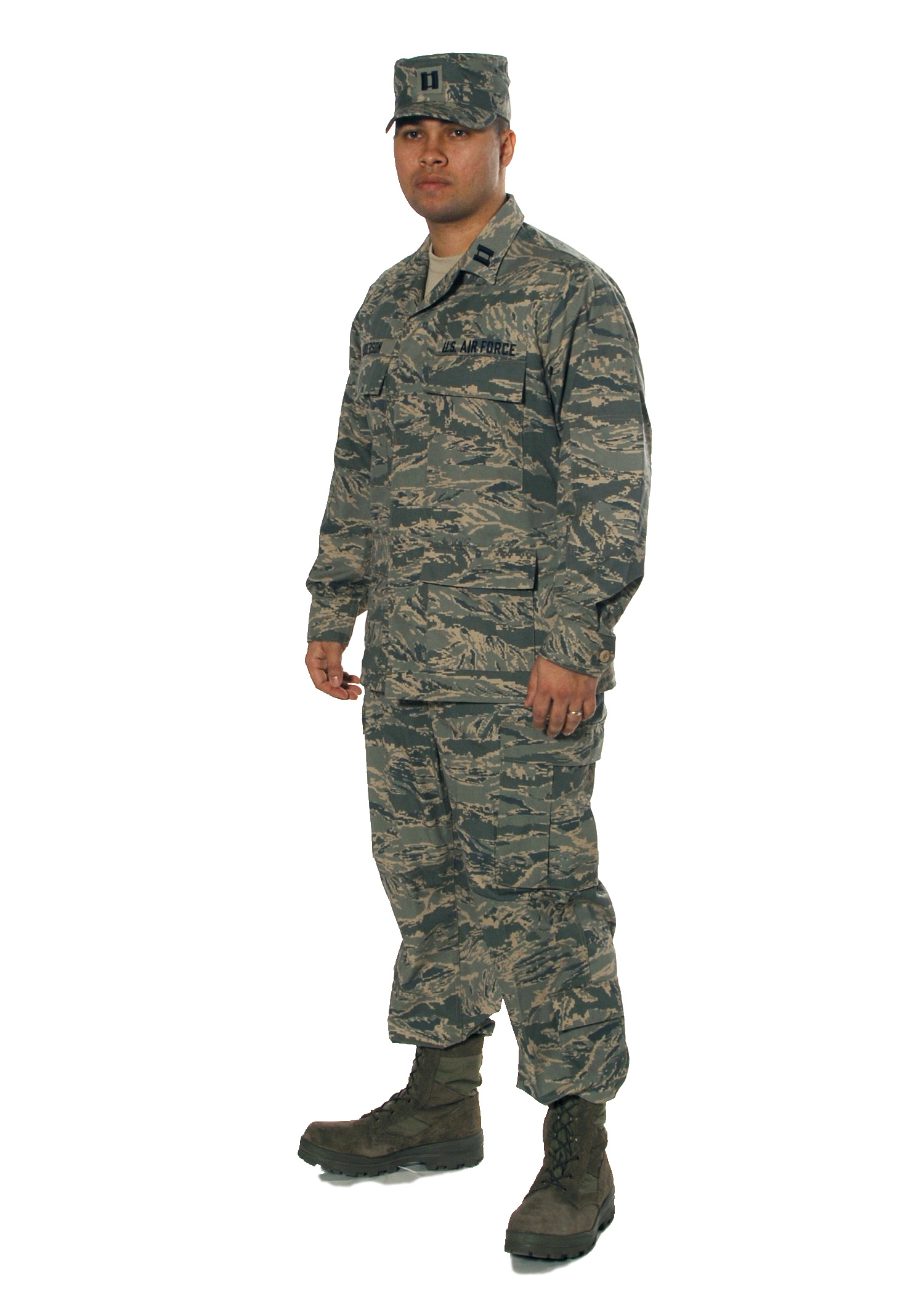
Capitaine de l'armée de l'air des États-Unis portant l'uniforme de combat de l'armée de l'air (Airman Battle Uniform).

Le  Airman Battle Uniform (ABU - uniforme de combat de l'aviateur) est un motif de camouflage militaire numérique anciennement utilisé par l'US Air Force (Armée de l'air américaine) porté par les membres de l'armée de l'air américaine (US Air Force), de l'armée de l'espace américaine (US Space Force et par certains employés civils du département de l'armée de l'air américaine (US Department of the Air Force) jusqu'en avril 2021. Il a remplacé le Battle Dress Uniform et le Desert Camouflage Uniform le 1er novembre 2011 après une période de mise en place progressive de quatre ans.
Le 14 mai 2018, l'US Air Force a annoncé que tous les aviateurs passeraient de l'Airman Battle Uniform à l'uniforme Operational Camouflage Pattern (OCP). Tous les aviateurs sont autorisés à porter l'uniforme OCP depuis le 1er octobre 2018, et la date de retrait de l'ABU était fixée au 1er avril 2021. L'ABU est actuellement porté par la Civil Air Patrol.

## Histoire

### Les années 2000

#### 2003-2006: Prototypes et essais

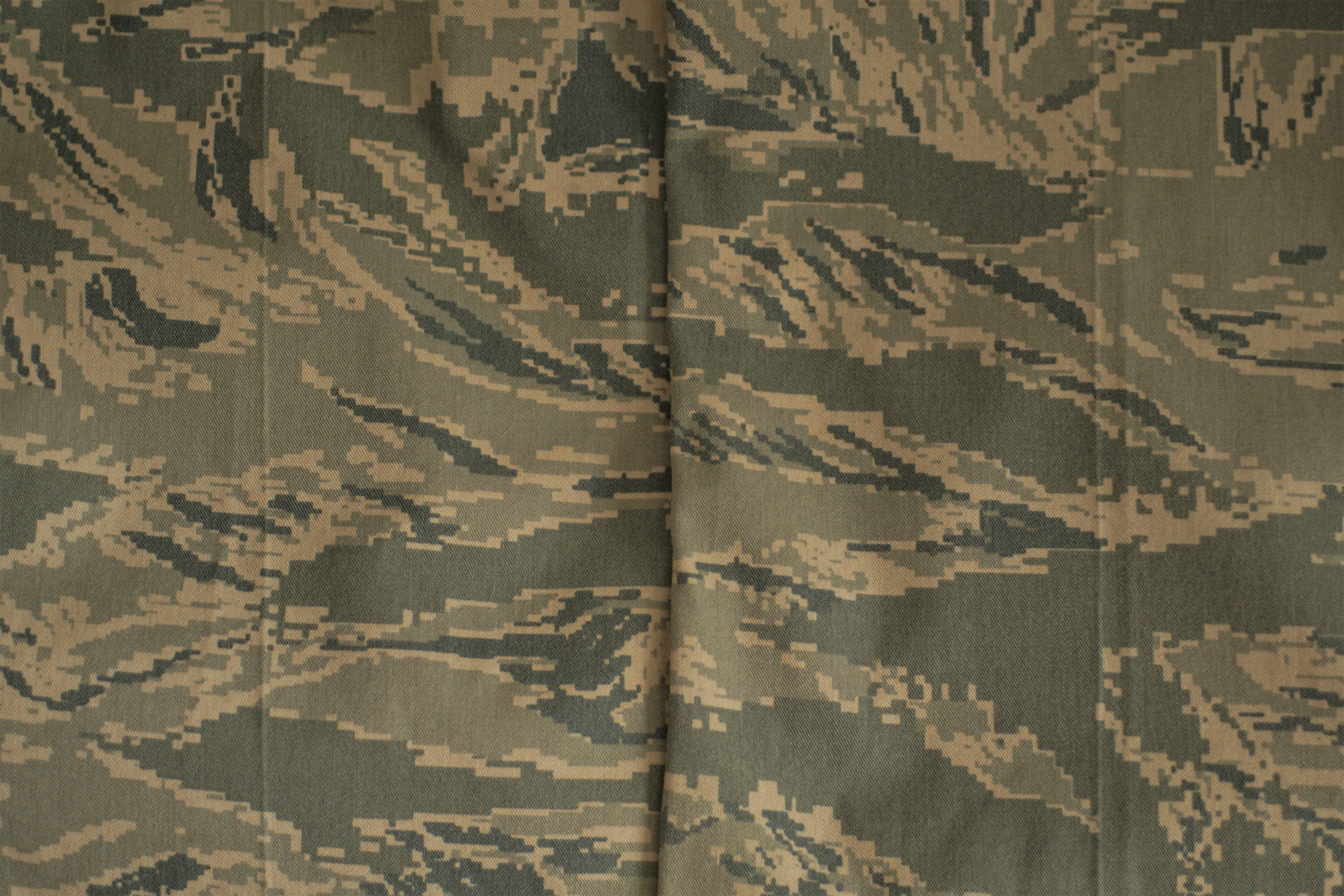
Motif numérique à bandes tigrées de l'ABU

Le premier prototype de l'ABU a été dévoilé au cours de l'été 2003. Les premiers prototypes d'uniforme se composaient d'un pantalon, d'un maillot de corps brodé et d'une veste. Le motif de camouflage du prototype était un motif bleu/gris à rayures tigrées, inspiré des uniformes à rayures tigrées (tigerstripe) portés par les aviateurs pendant la guerre du Viêt Nam.
Après des mois d'essais, les responsables de l'US Air Force ont revu la palette de couleurs et le motif de camouflage en fonction des commentaires reçus des aviateurs. Le nouveau motif à rayures tigrées semi-pixellisées abandonne ses tons bleus dominants pour une palette plus discrète, similaire au motif de camouflage universel (Universal Camouflage Pattern), mais avec quelques tons bleus ardoise supplémentaires. L'uniforme conserve une coupe similaire à l'ancien Battle Dress Uniform, plutôt qu'à l'Army Combat Uniform contemporain. Le tissu est composé à parts égales de nylon et de coton afin de réduire le besoin d'uniformes de type été/hiver.

#### 2007: Déploiement de l'ABU
Le 2 octobre 2007, l'US Air Force a commencé à distribuer l'ABU aux stagiaires enrôlés de la formation militaire de base à la base aérienne de Lackland (Lackland Air Force Base), puis à la promotion 2012 de l'Académie de l'armée de l'air des États-Unis (US Air Force Academy) le 26 juin 2008, avant de le mettre à la disposition de tous les membres de l'US Air Force. Depuis 2008, il est délivré aux aviateurs déployés dans la zone de responsabilité du CENTCOM (US Central Command).

#### 2009: Introduction de l'Airman Battle Shirt
À partir de 2009, les aviateurs jouant un rôle dans le combat au sol, comme les forces de sécurité (US Air Force Security Forces), ont reçu la nouvelle chemise de combat de l'aviateur (Airman Battle Shirt - ABS). L'ABS est basée sur la chemise de combat de l'Armée (Army Combat Shirt - ACS). Comme l'ACS, l'ABS est une chemise autonome conçue spécifiquement pour être utilisée avec l'armure de la veste tactique extérieure améliorée (Improved Outer Tactical Vest) par temps chaud. Elle est destinée à améliorer considérablement le confort de l'utilisateur grâce à l'utilisation de tissus légers, qui évacuent l'humidité et qui respirent. L'ABS présente le même motif de rayures tigrées sur les manches.

### Les années 2010
En 2010, le modèle d'uniforme de combat de l'armée de terre (Army Combat Uniform avec motif MultiCam) pour l'opération Liberté immuable a été autorisé à remplacer l'Airman Battle Uniformr pour les aviateurs participant à la guerre en Afghanistan.
En juin 2011, l'Air Force Times a annoncé qu'un ABU d'été serait disponible en 2012. L'Improved Airman Battle Uniform (IABU) sera fabriqué à partir d'un mélange 50-50 de nylon et de coton et sera composé du même matériau que celui utilisé par l'US Army pour l'ACU. Tout comme l'ABU, l'IABU est lavable en machine et infroissable. Le chef d'état-major de l'armée de l'air, le général Norton A. Schwartz, a approuvé la veste et le pantalon IABU, qui seront d'abord mis à la disposition des stagiaires lors de la formation militaire de base.
L'ABU a été introduite progressivement le 1er octobre 2011, remplaçant complètement le BDU et le DCU, bien que la plupart des aviateurs aient déjà porté l'ABU pendant plusieurs années.

### 2016: La Civil Air Patrol adopte l'ABU

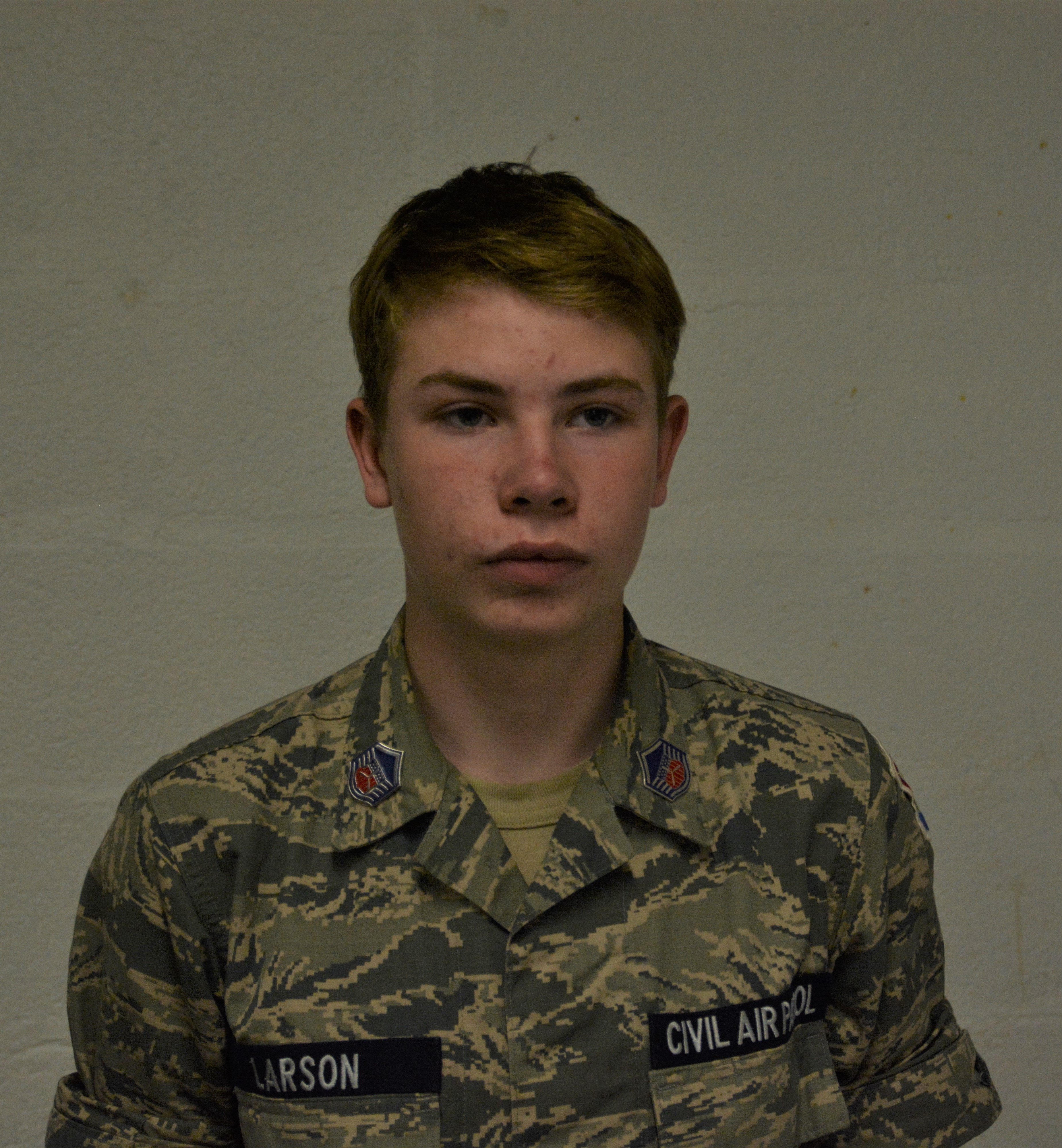
Cadet de la Civil Air Patrol portant l'Airman Battle Uniform (ABU)

L'auxiliaire civil de l'US Air Force, la Civil Air Patrol (CAP), a testé le port de l'ABU fin 2015 et, en mai 2016, le commandant national de la Civil Air Patrol a publié un mémorandum autorisant le port de l'ABU à compter du 15 juin 2016. Cependant, l'uniforme est porté avec un fond bleu foncé et des rubans de nom et de branche en lettres argentées claires, ainsi que des bottes noires afin de distinguer le personnel de la CAP.

#### 2018: Passage au motif de camouflage opérationnel
Depuis le 1er octobre 2018, tous les aviateurs sont autorisés à porter le motif de camouflage opérationnel (Operational Camouflage Pattern - OCP) au lieu des ABU. Les recrues en formation de base et les cadets du Corps de formation des officiers de réserve de l'US Air Force et de l'École de formation des officiers (Air Force Officer Training School) ont commencé à recevoir des OCP le 1er octobre 2019. Le port de l'Airman Battle Uniform n'est plus autorisé depuis le 1er avril 2021,.

### Les années 2020

#### 2022: Utilisation par l'Ukraine
Un nombre limité de membres des forces armées ukrainiennes ont été photographiés portant l'ABU lors de l'invasion russe de l'Ukraine en 2022,,.

## Caractéristiques et attributs

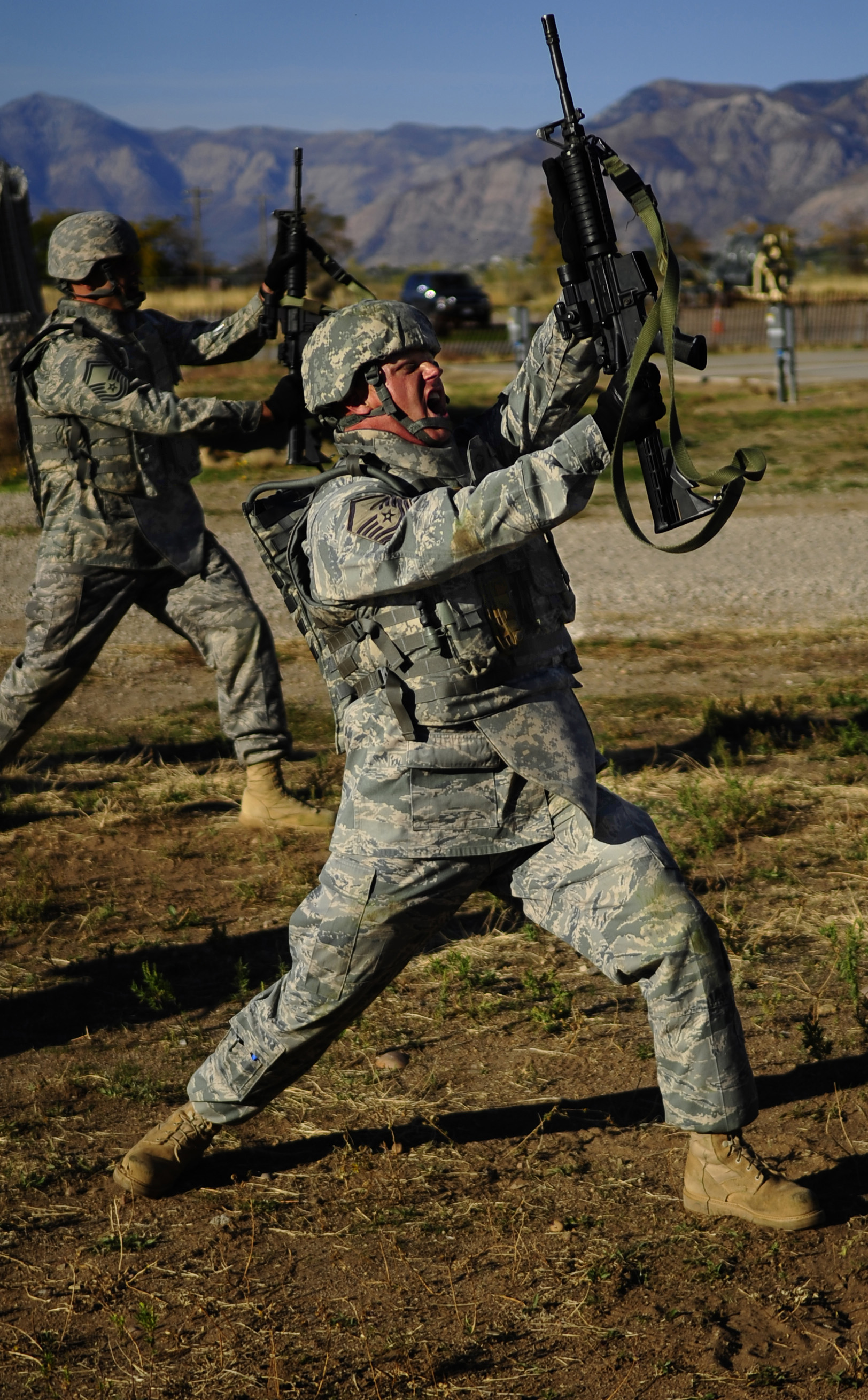
Des aviateurs américains en 2010 portant l'uniforme de combat de l'aviateur.

L'uniforme de combat de l'aviateur (Airman Battle Uniform) est similaire au motif de camouflage universel (Universal Camouflage Pattern - UCP) en termes de couleur, avec l'inclusion du bleu ardoise, mais est par ailleurs presque identique à la coupe BDU. L'ABU doit être porté avec des bottes de combat vert sauge. L'ABU possède des qualités NIR (near-infra red) essentielles et les manches peuvent être retroussées.
L'uniforme de combat de l'aviateur se présente comme suit:
- Coiffure
  - Casquette de patrouille.
  - Boonie hat est disponible pour l'ABU en vue d'une utilisation dans des lieux de déploiement.
  - Les casquettes organisationnelles sont autorisées pour le personnel RED HORSE et le personnel de formation et de maintenance des armes de combat.
  - Les bérets sont autorisés pour le personnel de guerre spéciale, les forces de sécurité et les conseillers en aviation de combat.
  - Casquette de montre vert sauge ou noire pour les environnements climatiques froids avec des vêtements d'extérieur.
- T-shirt sable
- Veste
  - Tous les insignes, y compris les insignes professionnels (ailes aéronautiques, insignes professionnels, etc.), sont brodés en fil bleu nuit sur fond gris urbain, à l'exception des insignes de grade de sous-lieutenant et de major, qui sont brodés en fil brun.
  - Les rubans de nom et de service sont brodés en fil bleu nuit sur des rubans de fond à motif ABU.
  - Les insignes d'aumônier, d'aéronautique, d'espace, de cybernétique, de missiles, les insignes professionnels, les écussons de service, l'insigne du commandant et les écussons de l'école d'armement sont autorisés.
- Les vêtements d'extérieur tels que la parka APECS et la laine polaire vert sauge sont autorisés pour l'ABU.
- Ceinture de gréeur de sable
- Pantalon
- Bottes de combat vert sauge
- Chaussettes vertes DLA.

Les sacs à dos et autres accessoires doivent être de couleur sauge, noire ou à motif ABU.

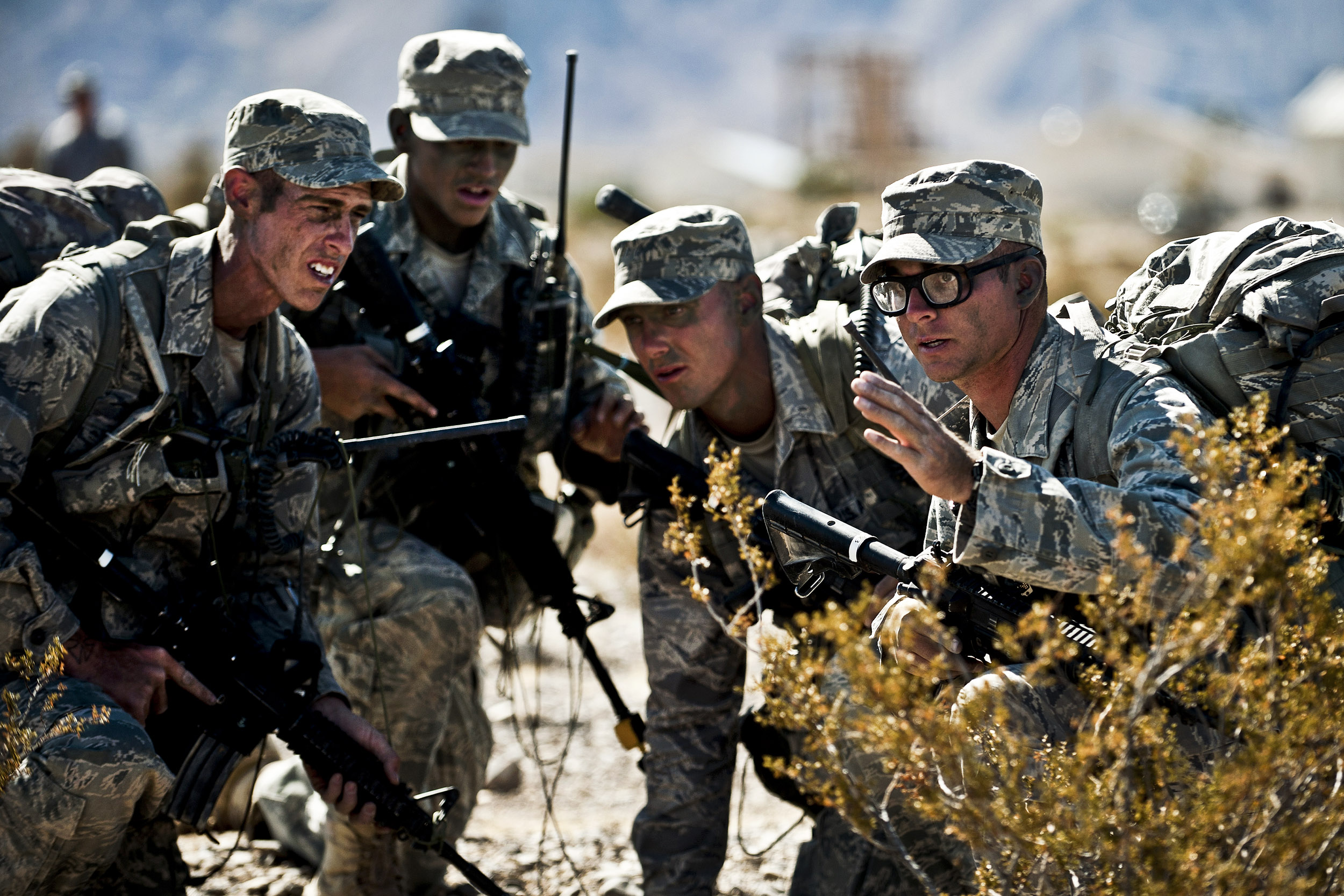
Aviateurs américains portant des ABU lors d'un exercice en 2011

## Utilisateurs
- République dominicaine: Porté par l'armée de l'air dominicaine[17].
- Égypte: Porté par l'armée de l'air égyptienne et les forces de défense aérienne égyptiennes.
- États-Unis: 
  -  US Air Force: Ancien uniforme de camouflage standard des aviateurs américains de 2007 à 2021. Son port est toujours autorisé pour les membres de la Civil Air Patrol, l'auxiliaire civil officiel de l'armée de l'air américaine, à partir de 2021[18],[19].
  -  US Space Force: Porté de 2019 à 2021[1].
  -  Air Force Junior Reserve Officer Training Corps: De nombreuses unités/équipes de l'AFJROTC peuvent utiliser des ABU de l'Armée de l'air des États-Unis à la retraite, parfois avec ou sans crochets pour afficher le nom de famille du cadet. parfois avec et parfois sans fermeture auto-agrippante pour l'affichage du nom de famille du cadet. Certains ABU peuvent porter la mention "AFJROTC" ou, en de rares occasions, "U.S. AIR FORCE", principalement pour les instructeurs et/ou les enseignants.

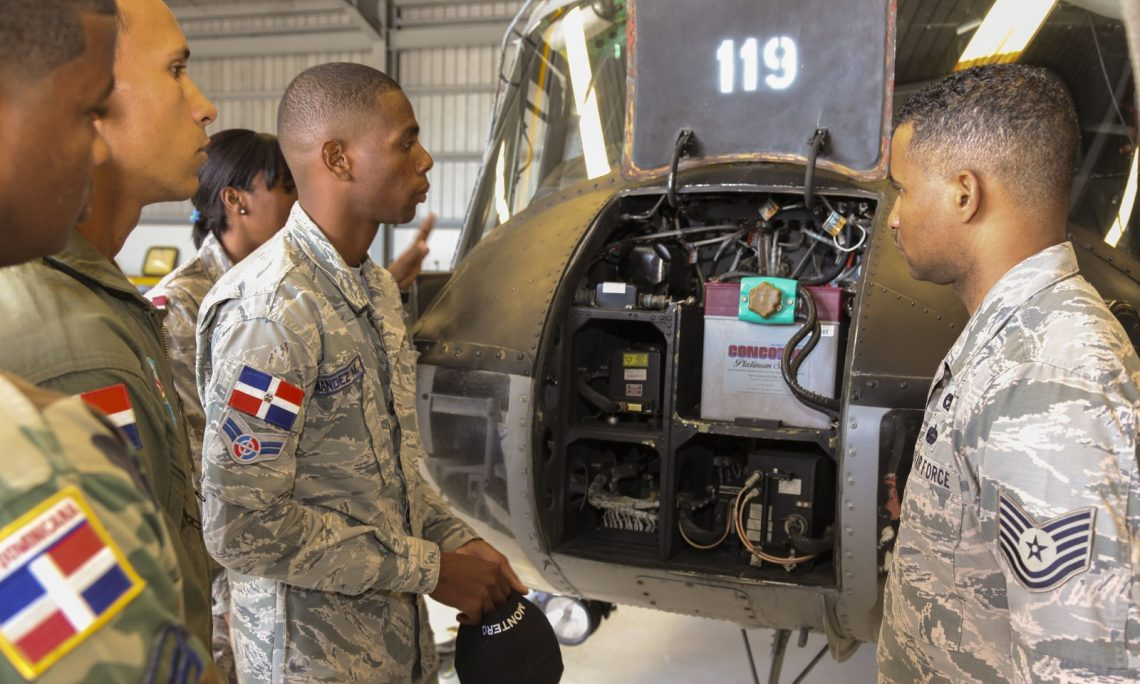
Un aviateur américain et des aviateurs dominicains devant un hélicoptère démonté.

- Ukraine:En service limité[20]

### Uniformes américains actuels
- Army Combat Uniform
- Marine Corps Combat Utility Uniform
- Navy Working Uniform
- Operational Dress Uniform (U.S. Coast Guard)

### Anciens uniformes américains
- Battle Dress Uniform
- Desert Battle Dress Uniform
- Desert Night Camouflage